# 赛鱼街道
赛鱼街道，是中华人民共和国山西省阳泉市矿区下辖的一个乡级行政区单位。

## 行政区划
赛鱼街道下辖以下地区：
赛鱼社区、大垴沟社区、麻地巷社区、南楼社区、虎尾沟社区、如意庄社区和井沟社区。